# Sömntuta
Sömntuta (Eschscholzia californica) är en vallmoväxt som växer vilt i USA och Mexiko men odlas på många håll i världen som trädgårdsväxt. Sömntutan förekommer som perenn och som ettårig. Den blir 35 cm hög och får gulorange blommor. Arten är sedan 1903 amerikanska delstaten Kaliforniens statsblomma.

## Utbredning
Sömntutan förekommer vilt i Kalifornien, Oregon, Washington, Nevada, Arizona, New Mexico, Sonora och nordvästra Baja California. I norra Los Angeles County ligger Antelope Valley California Poppy Reserve som är ett naturreservat där blomman förekommer i stora mängder. Andra viktiga områden för växten är Bear Valley i Colusa County och Point Buchon State Marine Reserve and Marine Conservation Area i San Luis Obispo County.

## Namn
Namnet sömntuta har den fått för att den "vaknar" sent på dagen, det vill säga att den inte öppnar sin blomma förrän framåt förmiddagen. Uttrycket "sömntuta" används i vardagligt tal för en person som sover länge på morgonen, det vill säga en sjusovare.

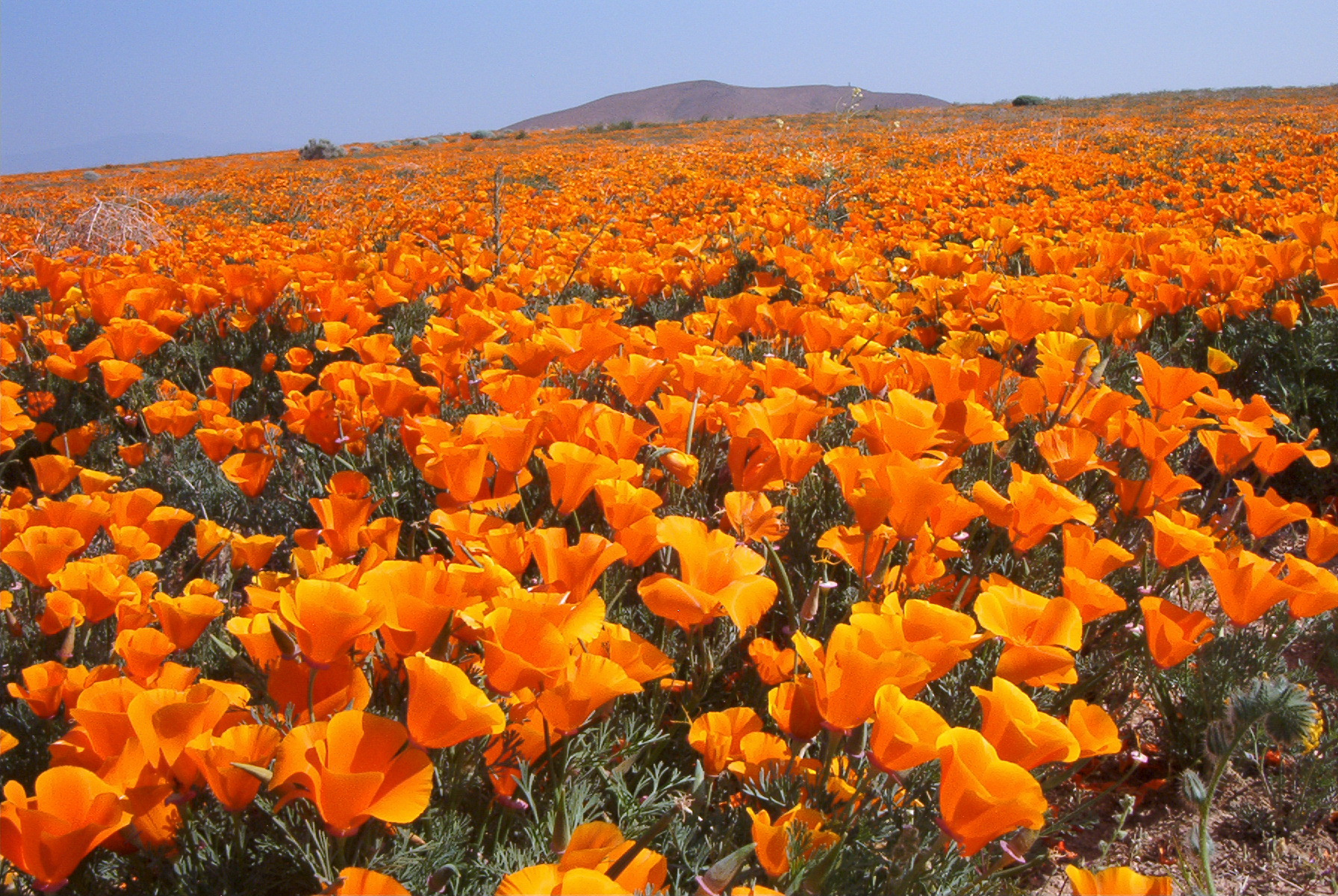
Statsreservatet Antelope Valley California Poppy Reserve

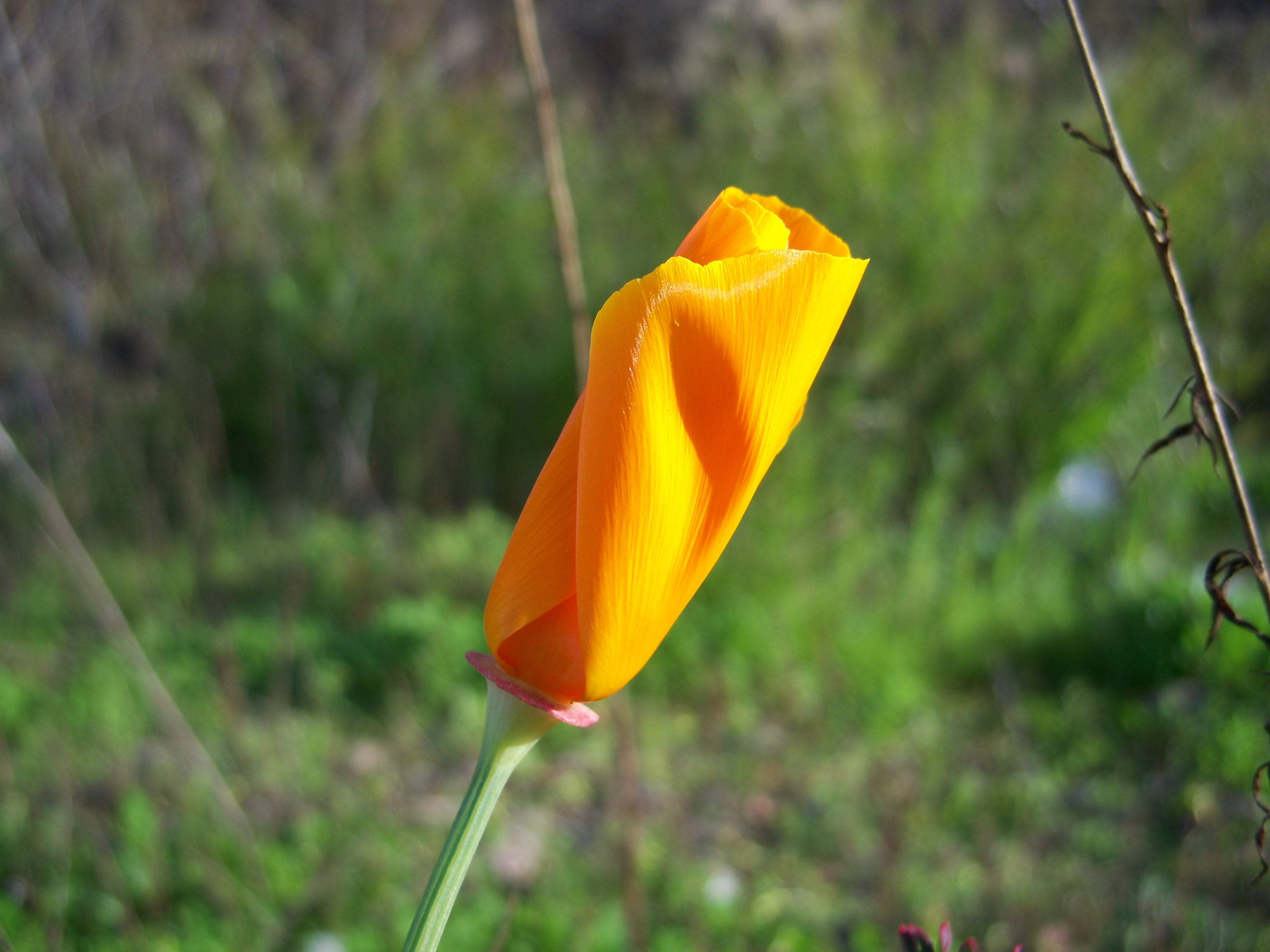
"Sover"
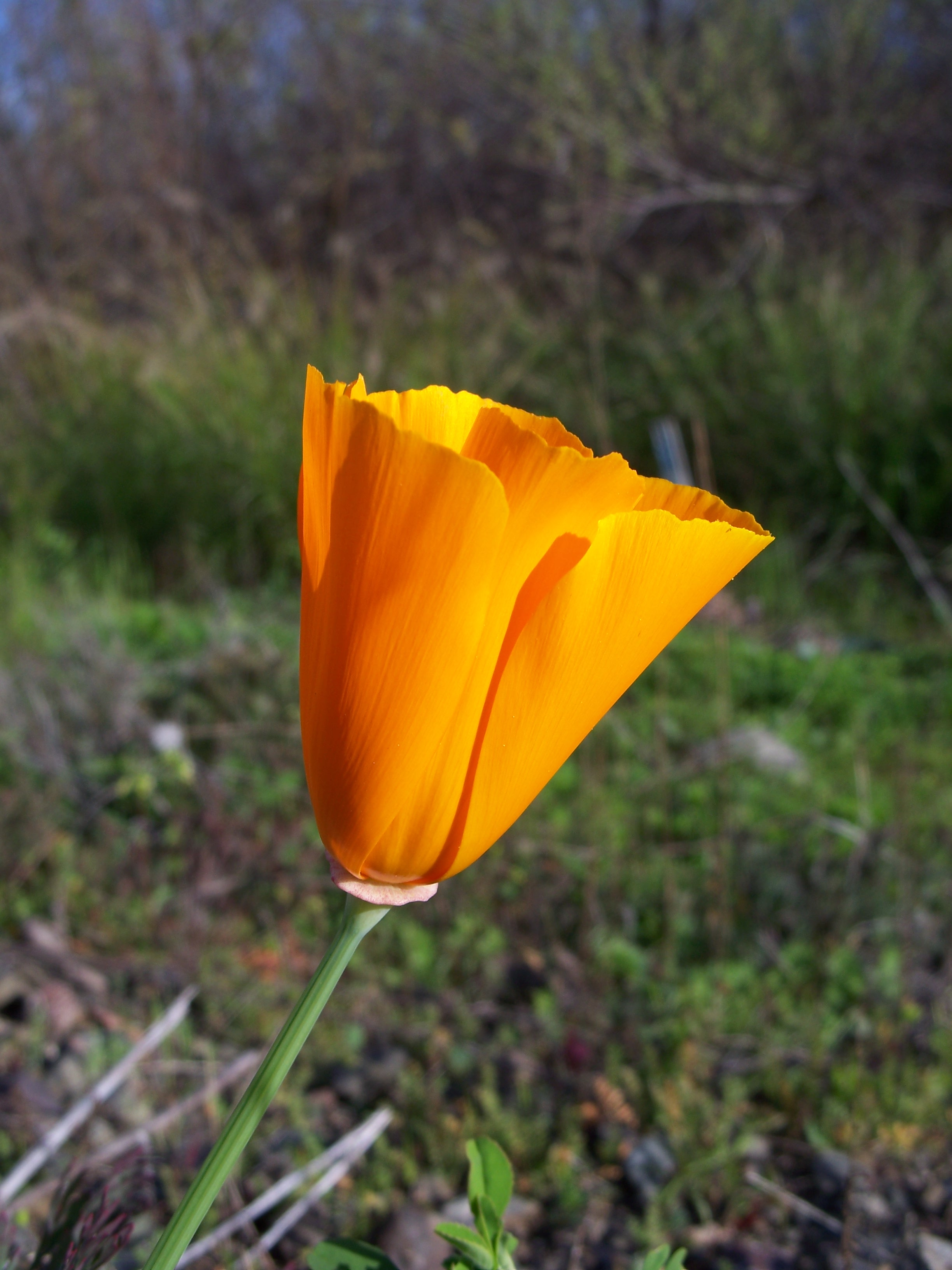
"Sömnig"
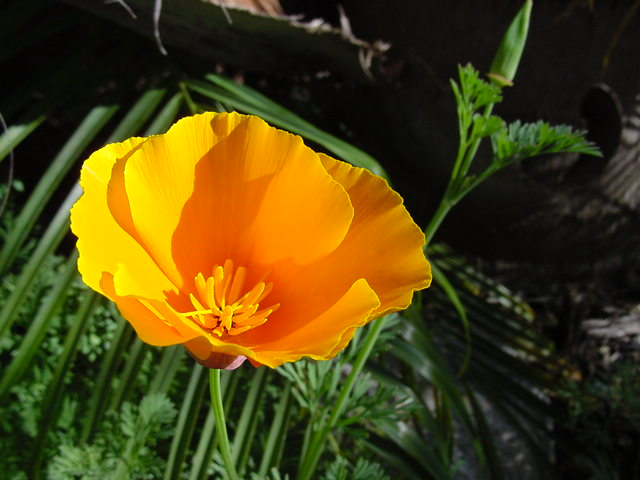
"Klarvaken" I bakgrunden en grön knopp